# شینیچی شوتو
شینیچی شوتو (انگلیسی: Shinichi Shuto؛ زادهٔ ۸ ژوئن ۱۹۸۳) بازیکن فوتبال اهل ژاپن است.
از باشگاه‌هایی که در آن بازی کرده‌است می‌توان به باشگاه فوتبال کاشیما آنتلرز، باشگاه فوتبال ساگان توسو، و باشگاه فوتبال آلبیرکس نیگاتا اشاره کرد.